# Мокан, Василий Иванович
Василий Иванович Мокан (укр. Василь Іванович Мокан; род. 19 апреля 1985 года, Львов) — украинский политолог, кандидат политических наук. Народный депутат Украины IX созыва. Постоянный Представитель КМУ в Верховной Раде.

## Биография
Окончил философский факультет Киевского национального университета имени Тараса Шевченко (специальность «Политология»).
В 2010 году защитил кандидатскую диссертацию на тему: «Эффективности избирательных технологий в современном электоральном процессе». Выпускник магистерской программы из государственного управления Национальной академии государственного управления при Президенте Украины.
Мокан является соучредителем и заместителем директора консалтинговой компании Ukrainian Politconsulting Group. Работал политическим консультантом на общенациональных и местных избирательных кампаниях с 2004 года, специализируется на аналитическом и медийном направлениях.

## Политическая деятельность
В 2015 году он был кандидатом в депутаты Киевского облсовета от БПП. Помощник-консультант народного депутата Украины Артура Палатного.
Кандидат в народные депутаты от партии «Слуга народа» на парламентских выборах 2019 года, № 103 в списке. На время выборов: заместитель директора ООО «Украинская Политконсалтинговая Группа», беспартийный. Проживает в с. Крушинка Васильковского района Киевской области.
Заместитель председателя Комитета Верховной Рады по вопросам молодежи и спорта, председатель подкомитета по вопросам национально-патриотического воспитания.